# Paul Heinrich Ebell
Paul Heinrich Ebell (* 5. Oktober 1908 in Charlottenburg; † 4. November 1998 in Kißlegg) war ein deutscher Maler, Grafiker und Kunstpädagoge.

## Leben
Der in Charlottenburg geborene Paul Heinrich Ebell wuchs im niederschlesischen Haynau auf.
Er studierte an der Staatlichen Akademie für Kunst und Kunstgewerbe Breslau, dann an der Staatlichen Kunstschule zu Berlin, dem Werklehrerseminar in Leipzig und an den Universitäten in Breslau und Leipzig. Zu seinen künstlerischen Lehrern zählten Paul Dobers, Paul Holz, Georg Muche, Otto Mueller und Oskar Schlemmer. 
Von 1932 bis 1940 lebte Ebell in Berlin. Von 1940 bis 1945 war er Soldat.
Nach dem Krieg begann er in Bad Waldsee in Oberschwaben am dortigen Gymnasium (anfangs Progymnasium) als Kunsterzieher zu lehren und richtete sich parallel dazu als freischaffender Künstler ein. Paul Heinrich Ebell war mit der Fotografin Ursula Ebell-Schwager verheiratet.
Er war Vorstandsmitglied der Sezession Oberschwaben-Bodensee und Mitglied der Ostdeutschen Künstlergilde.

## Leistungen
Paul Heinrich Ebell entwickelte aus einem zunächst symbolistisch-düsteren und grafisch bestimmten Ansatz heraus, eine Ölmalerei, die in einer lyrisch-abstrahierenden Formensprache eine hochdifferenzierte Chromatik entfaltet, die sowohl in den einzelnen Farbtönen, wie in den Farbharmonien und Farbclustern, eigenwillige Klänge bietet und differenzierte Farbwahrnehmungen ermöglicht.
Die Bilder bleiben (mit wenigen Ausnahmen) gegenständlich gebunden. Das Alltagsleben (nicht selten als Stationen des Jahreskreises), Eindrücke von Reisen, Erinnerungen an die verlorene Vergangenheit bilden den Fundus seiner Ikonografie. 
Gegliedert werden die oft pastos und mit dem Spachtel gemalten Farbflächen seiner Ölgemälde durch entschieden gesetzte Formen und Formraster, sodass der Zartheit der Farben eine kräftige Formgestaltung korrespondiert.

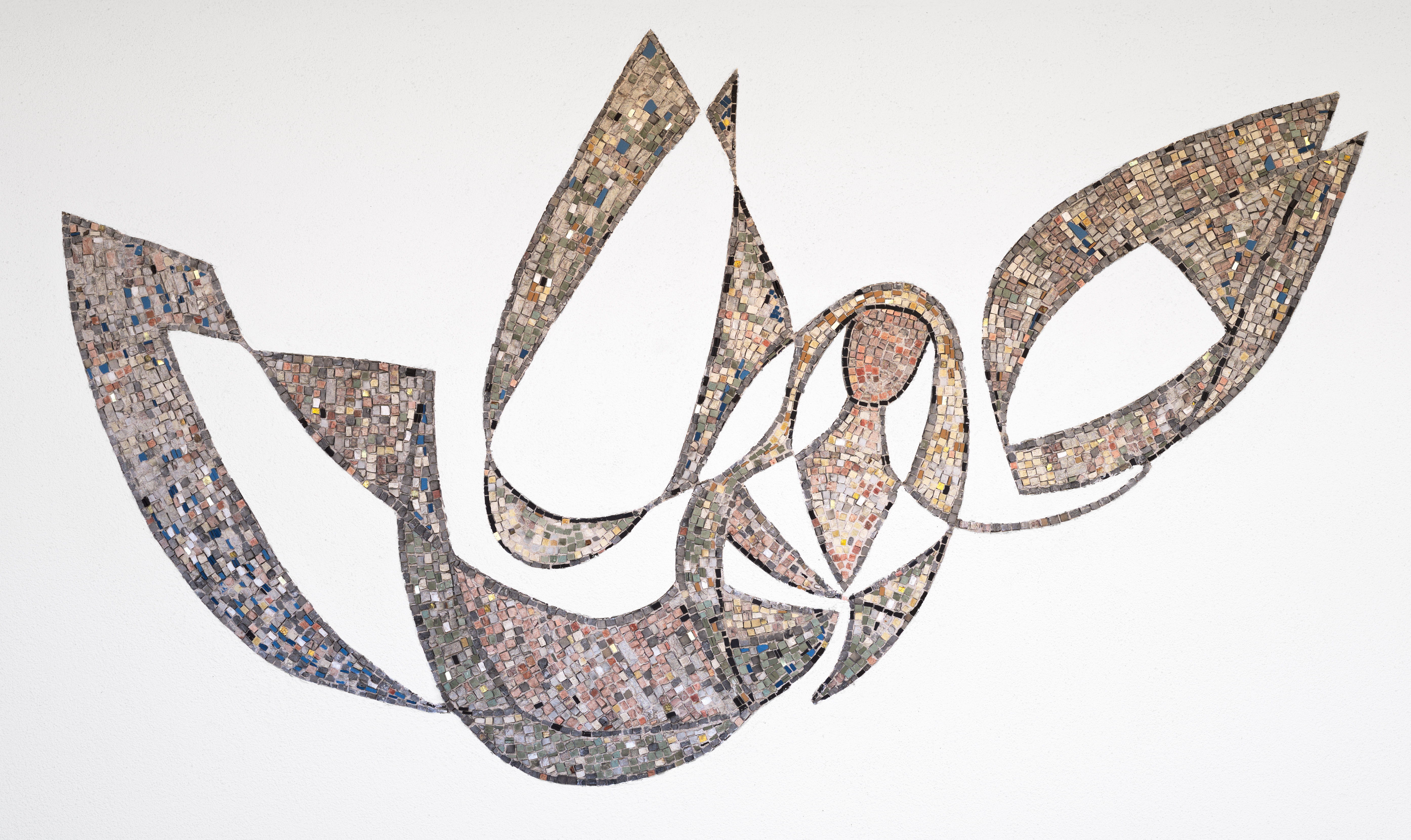
Ein Wandmosaik an der Johanneskirche in Billensbach

Dies begünstigte die Entstehung eines umfangreichen Werks von Holzschnitten, welches in dem einfachen Kontrast von Schwarz auf Weiß zu signal- und zeichenhaftem Aussehen neigt, welches aber wiederum durch eine melodiöse, von Stakkato unterbrochene Umrisslinienführung, ins Poetische gemildert wird.
Diese Integration von einer kraftvollen, bisweilen rohen Form und einer feinen Farbe und dazu einer melodischen Linienführung bot ihm eine gute Grundlage zur Gestaltung von zahlreichen Kunst-am-Bau-Projekten, die er als Glasfenster, Mosaike, Eisenschnitte und Betonreliefs ausführte.
Ebells spätes Werk besteht vor allem aus Aquarellen, mit welchen er seine bevorzugten Themen in einer nochmals farbig verfeinerten und formal souveränen Weise ausführte.  
Als Kunsterzieher lehrte er auf eine eigenwillige und prägende Weise. Einige seiner Schüler konnten sich selber als Künstler und Kunstwissenschaftler etablieren (Heiner Dilly, Axel F. Otterbach, Richard Allgaier, Elisabeth Klass, Jörg Eberhard).

## Werke (Auswahl)
- Mosaik Johanneskirche Billensbach bei Heilbronn 1956
- Glasbetonwand  Bad Waldsee, Elisabethenbad
- Glasbetonwand  Reute, Schule
- Eisenschnitt Bad Waldsee, Döchtbühlschule
- Betonrelief  Bad Waldsee, Gymnasium
- Betonwand  Altshausen, St. Joseph